# Bjørn Tidmand
Bjørn Tidmand est un chanteur né à Copenhague au Danemark. 
Il tenta de représenter le Danemark à l'Eurovision 1963 mais il échoua juste derrière Grethe & Jørgen Ingmann. L'année suivante, il représenta le Danemark à l'Eurovision 1964 avec la chanson Sangen Om Dig avec laquelle il finit neuvième avec 4 points.